# День Саморы
День Саморы (исп. Día de Zamora), также известный под названием День рва Саморы (исп. Jornada del Foso de Zamora) — сражение Реконкисты, произошедшее в городе Самора (современная Испания). Битва велась между силами Королевства Астурия под командованием Альфонсо III Великого и мусульманскими войсками Омейада Ахмеда ибн Мувайи, также известного как ибн аль-Китт. Битва закончилась победой защитников города.

## Ход событий
Войска Ахмада ибн Муавии окружили город Самору в июле 901 года и начали его штурм. Битва длилась четыре дня и закончилась победой христианских защитников города.
Арабские хроники того времени, описывающие битву, упоминают, что количество убитых и раненых было столь велико, что битва упоминается как «День рва Саморы».
Хроники описывают, что после победы астурийские защитники города отрубили головы мусульманским полководцам, в том числе и ибн аль-Китту, и выставили их на всеобщее обозрение на кольях на городской стене. Часть стены к югу от главного собора города, находящаяся рядом с улицей Калле Бальборрас (названной в честь старинных городских ворот, называемых Пуэрта-де-Бальборрас). Это название происходит от арабских слов bab al ras, где bab означает дверь, а ras означает голову.